# 1966-os Le Mans-i 24 órás verseny
A 34. Le Mans-i 24 órás versenyt 1966. június 18. és június 19. között rendezték meg.

## Végeredmény
|    | Kategória | #  | Csapat                            | Versenyzők                           | Modell                    | Motor               | Körök |
| -- | --------- | -- | --------------------------------- | ------------------------------------ | ------------------------- | ------------------- | ----- |
| 1  | P +5.0    | 2  | Shelby-American Inc.              | Bruce McLaren Chris Amon             | Ford GT40 Mk.II           | Ford 7.0L V8        | 360   |
| 2  | P +5.0    | 1  | Shelby-American Inc.              | Ken Miles Denis Hulme                | Ford GT40 Mk.II           | Ford 7.0L V8        | 360   |
| 3  | P +5.0    | 5  | Holman & Moody / Essex Wire Corp. | Ronnie Bucknum Dick Hutcherson       | Ford GT40 Mk.II           | Ford 7.0L V8        | 348   |
| 4  | P 2.0     | 30 | Porsche System Engineering        | Jo Siffert Colin Davis               | Porsche 906/6L Carrera 6  | Porsche 2.0L Flat-6 | 339   |
| 5  | P 2.0     | 31 | Porsche System Engineering        | Hans Herrmann Herbert Linge          | Porsche 906/6L Carrera 6  | Porsche 2.0L Flat-6 | 338   |
| 6  | P 2.0     | 32 | Porsche System Engineering        | Udo Schütz Peter de Klerk            | Porsche 906/6L Carrera 6  | Porsche 2.0L Flat-6 | 337   |
| 7  | S 2.0     | 58 | Porsche System Engineering        | Günther Klass Rolf Stommelen         | Porsche 906/6 Carrera 6   | Porsche 2.0L Flat-6 | 330   |
| 8  | GT 5.0    | 29 | Maranello Concessionaires         | Piers Courage Roy Pike               | Ferrari 275 GTB/C         | Ferrari 3.3L V12    | 310   |
| 9  | P 1.3     | 62 | Société des Automobiles Alpine    | Henri Grandsire Leo Cella            | Alpine A210               | Renault 1.3L I4     | 311   |
| 10 | GT 5.0    | 57 | Ecurie Francorchamps              | Pierre Noblet Claude Dubois          | Ferrari 275 GTB           | Ferrari 3.3L V12    | 310   |
| 11 | P 1.3     | 44 | Ecurie Savin-Calberson            | Jacques Cheinisse Roger Delageneste  | Alpine A210               | Renault 1.3L I4     | 307   |
| 12 | P 1.3     | 45 | Société des Automobiles Alpine    | Guy Verrier Robert Bouharde          | Alpine A210               | Renault 1.3L I4     | 307   |
| 13 | P 1.3     | 46 | Société des Automobiles Alpine    | Mauro Bianchi Jean Vinatier          | Alpine A210               | Renault 1.3L I4     | 306   |
| 14 | GT 2.0    | 35 | "J. Franc"                        | Jacques Dewes Jean Kerguen           | Porsche 911S              | Porsche 2.0L Flat-6 | 284   |
| 15 | P 1.3     | 50 | Jean-Louis Marnat & Cie           | Claude Ballot-Léna Jean-Louis Marnat | Marcos Mini Marcos GT 2+2 | BMC 1.3L I4         | 258   |

## Nem ért célba
|    | Kategória | #  | Csapat                                                   | Versenyzők                                 | Modell                       | Motor               | Körök |
| -- | --------- | -- | -------------------------------------------------------- | ------------------------------------------ | ---------------------------- | ------------------- | ----- |
| 16 | S 2.0     | 33 | Porsche System Engineering                               | Peter Gregg Sten Axelsson                  | Porsche 906/6 Carrera 6      | Porsche 2.0L Flat-6 | 321   |
| 17 | P +5.0    | 3  | Shelby-American Inc.                                     | Dan Gurney Jerry Grant                     | Ford GT40 Mk.II              | Ford 7.0L V8        | 257   |
| 18 | P 1.3     | 49 | Donald Healey Motor Company                              | Paddy Hopkirk Andrew Hedges                | Austin-Healey Sprite Le Mans | BMC 1.3L I4         | 237   |
| 19 | S 5.0     | 14 | Scuderia Filipinetti F.R. English Ltd. / Comstock Racing | Peter Sutcliffe Dieter Spoerry             | Ford GT40 Mk.I               | Ford 4.7L V8        | 233   |
| 20 | P 5.0     | 21 | SpA Ferrari SEFAC                                        | Lorenzo Bandini Jean Guichet               | Ferrari 330 P3               | Ferrari 4.0L V8     | 226   |
| 21 | GT 5.0    | 26 | Ed Hugus                                                 | Gianpiero Bascaldi Michel de Bourbon-Parma | Ferrari 275 GTB              | Ferrari 3.3L V12    | 218   |
| 22 | S 5.0     | 28 | Equipe Nationale Belge                                   | Gustave Gosselin Eric de Keyn              | Ferrari 250LM                | Ferrari 3.3L V12    | 218   |
| 23 | P 1.3     | 47 | Société des Automobiles Alpine                           | Berndt Jansson Paul Toivonen               | Alpine A210                  | Renault 1.3L I4     | 217   |
| 24 | S 5.0     | 59 | Essex Wire Corporation                                   | Peter Revson Skip Scott                    | Ford GT40 Mk.I               | Ford 4.7L V8        | 212   |
| 25 | S 5.0     | 15 | Ford France S.A.                                         | Guy Ligier Bob Grossman                    | Ford GT40 Mk.I               | Ford 4.7L V8        | 205   |
| 26 | P 5.0     | 19 | Scuderia Filipinetti                                     | Willy Mairesse Herbert Müller              | Ferrari 365 P2/P3            | Ferrari 4.4L V12    | 166   |
| 27 | S 5.0     | 60 | Essex Wire Corporation                                   | Jochen Neerpasch Jacky Ickx                | Ford GT40 Mk.I               | Ford 4.7L V8        | 154   |
| 28 | P 5.0     | 27 | North American Racing Team (NART)                        | Richie Ginther Pedro Rodríguez             | Ferrari 330 P3 Spyder        | Ferrari 4.0L V12    | 151   |
| 29 | P 1.3     | 28 | Donald Healey Motor Company                              | John Rhodes Clive Baker                    | Austin-Healey Sprite Le Mans | BMC 1.3L I4         | 134   |
| 30 | P 5.0     | 17 | Ecurie Francorchamps                                     | Jean Blaton Pierre Dumay                   | Ferrari 365 P2/P3            | Ferrari 4.4L V12    | 129   |
| 31 | P 5.0     | 20 | SpA Ferrari SEFAC                                        | Ludovico Scarfiotti Mike Parkes            | Ferrari 330 P3               | Ferrari 4.0L V12    | 123   |
| 32 | P 1.15    | 55 | Société des Automobiles Alpine                           | André de Cortanze Jean-Pierre Hanrioud     | Alpine A210                  | Renault 1.0L I4     | 118   |
| 33 | P 2.0     | 41 | Matra Sports SARL                                        | Johnny Servoz-Gavin Jean-Pierre Beltoise   | Matra M620                   | BRM 1.9L V8         | 112   |
| 34 | P +5.0    | 9  | Chaparral Cars Inc.                                      | Phil Hill Joakim Bonnier                   | Chaparral 2D                 | Chevrolet 5.4L V8   | 111   |
| 35 | P +5.0    | 7  | Alan Mann Racing Ltd.                                    | Graham Hill Brian Muir                     | Ford GT40 Mk.II              | Ford 7.0L V8        | 110   |
| 36 | P 2.0     | 34 | Auguste Veuillet                                         | Robert Buchet Gerhard Koch                 | Porsche 906/6 Carrera 6      | Porsche 2.0L Flat-6 | 110   |
| 37 | P 2.0     | 42 | Matra Sports SARL                                        | Jo Schlesser Alan Rees                     | Matra M620                   | BRM 1.9L V8         | 100   |
| 38 | P +5.0    | 6  | Holman & Moody                                           | Mario Andretti Lucien Bianchi              | Ford GT40 Mk.II              | Ford 7.0L V8        | 97    |
| 39 | P 1.15    | 53 | S.E.C. Automobiles CD                                    | Georges Heligouin Jean Rives               | CD SP66                      | Peugeot 1.1L I4     | 91    |
| 40 | P 5.0     | 18 | North American Racing Team (NART)                        | Masten Gregory Bob Bondurant               | Ferrari 365 P2               | Ferrari 4.4L V12    | 88    |
| 41 | P 1.15    | 51 | S.E.C. Automobiles CD                                    | Claude Laurent Jean-Claude Ogier           | CD SP66                      | Peugeot 1.1L I4     | 54    |
| 42 | P 1.3     | 54 | North American Racing Team (NART)                        | François Pasquier Robert Mieusset          | ASA RB613                    | Ferrari 1.3L I4     | 50    |
| 43 | P 5.0     | 24 | Scuderia San Marco                                       | Jean-Claude Sauer Jean de Mortemart        | Serenissima Jungla GT Spyder | ATS 3.5L V8         | 40    |
| 44 | P +5.0    | 11 | Prototip Bizzarrini SAL                                  | Sam Posey Massimo Natili                   | Bizzarrini 5300GT            | Chevrolet 5.4L V8   | 39    |
| 45 | P 2.0     | 43 | Matra Sports SARL                                        | Jean-Pierre Jaussaud Henri Pescarolo       | Matra M620                   | BRM 1.9L V8         | 38    |
| 46 | P 5.0     | 16 | Maranello Concessionaires                                | Richard Attwood David Piper                | Ferrari 365 P2 Spyder        | Ferrari 4.4L V12    | 33    |
| 47 | P 1.3     | 61 | ASA                                                      | Spartaco Dini Ignazio Giunti               | ASA RB613                    | Ferrari 1.3L I4     | 31    |
| 48 | P +5.0    | 8  | Alan Mann Racing Ltd.                                    | Sir John Whitmore Frank Gardner            | Ford GT40 Mk.II              | Ford 7.0L V8        | 31    |
| 49 | P 1.15    | 52 | S.E.C. Automobiles CD                                    | Pierre Lelong Alain Bertaut                | CD SP66                      | Peugeot 1.1L I4     | 19    |
| 50 | P 2.0     | 36 | Maranello Concessionaires                                | Mike Salmon David Hobbs                    | Ferrari Dino 206S            | Ferrari 2.0L V6     | 14    |
| 51 | P +5.0    | 4  | Holman & Moody                                           | Mark Donohue Paul Hawkins                  | Ford GT40 Mk.II              | Ford 7.0L V8        | 12    |
| 52 | P 2.0     | 38 | North American Racing Team (NART)                        | Charlie Kolb George Follmer                | Ferrari Dino 206S            | Ferrari 2.0L V6     | 9     |
| 53 | P +5.0    | 10 | Prototip Bizzarrini SRL                                  | Edgar Berney André Wicky                   | Bizzarrini P538              | Chevrolet 5.4L V8   | 8     |
| 54 | S 5.0     | 12 | F.R. English Ltd. \ Comstock Racing                      | Innes Ireland Jochen Rindt                 | Ford GT40 Mk.I               | Ford 4.7L V8        | 8     |
| 55 | P 2.0     | 25 | Scuderia San Marco North American Racing Team (NART)     | Nino Vaccarella Mario Casoni               | Ferrari Dino 206S            | Ferrari 2.0L V6     | 7     |